# Diepert

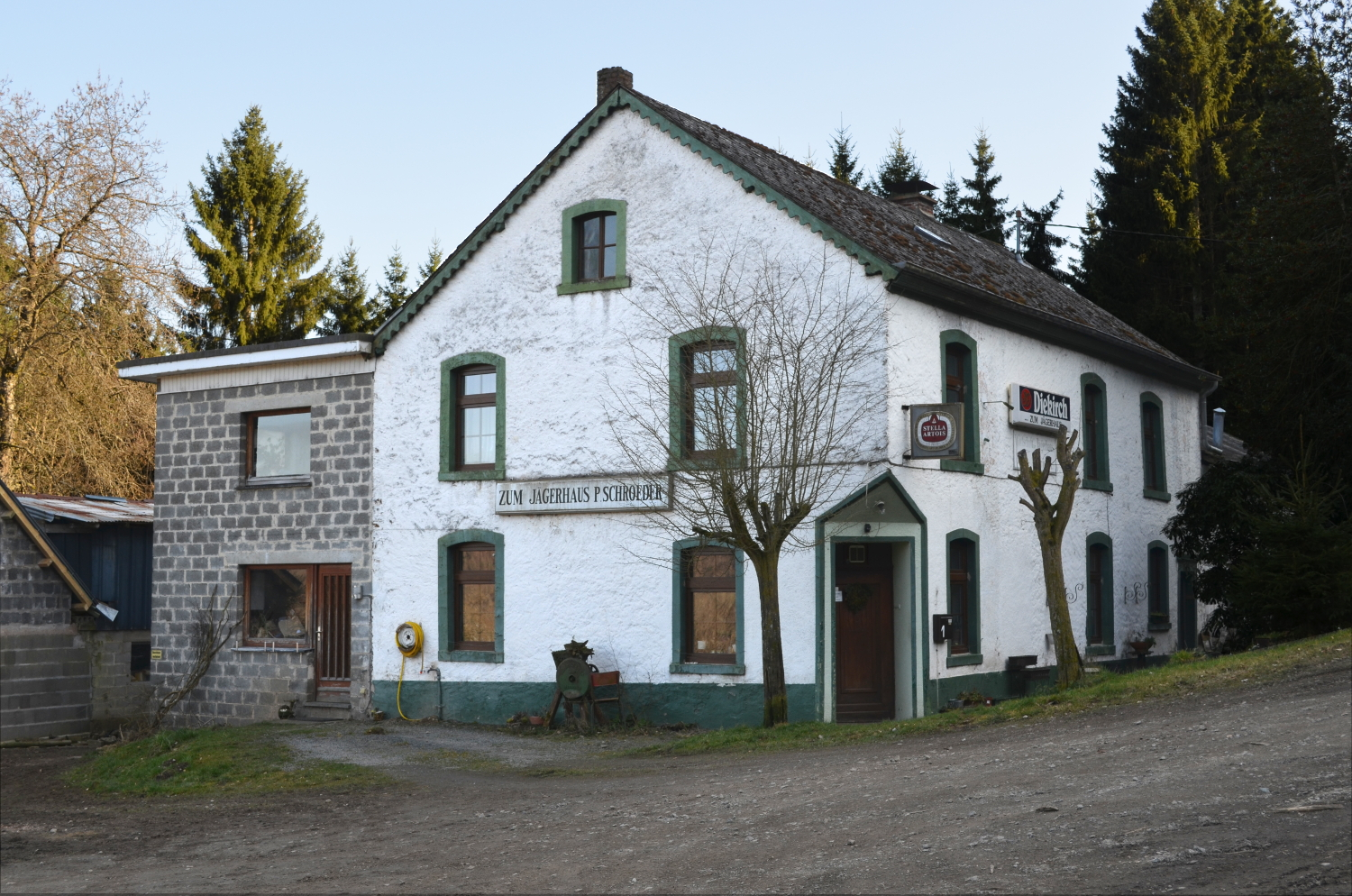
Diepert (März 2014)

Diepert ist eine Einzelsiedlung in der belgischen Eifel, die aus lediglich einem Haus mit zwei Bewohnern besteht (Stand am 31. Dezember 2020) und zur Gemeinde Burg-Reuland in der Deutschsprachigen Gemeinschaft gehört.

## Geografie
Diepert liegt auf einer Anhöhe unmittelbar an der deutschen Grenze im Ourtal, wenige Kilometer südlich der Ortschaft Weweler und wenige Kilometer östlich der Ortschaft Stoubach.

## Geschichte
Das einzige Haus in Diepert ist der Gasthof Zum Jägerhaus, der sich seit drei Generationen im Besitz der Familie Schröder befindet. Im Jahre 1925 musste sich der damalige Gastwirt Peter Schröder zwischen der belgischen und der deutschen Staatsbürgerschaft entscheiden, da die Grenze quer durch sein Haus verlief. Aus praktischen Gründen entschied er sich für die belgische Staatsbürgerschaft, da der nächstgelegene Bahnhof zur damaligen Zeit auf belgischem Gebiet in Burg-Reuland lag. Seitdem führt die Grenze um das Haus herum und durchquert den Gemüsegarten. Strom und das Wasser erhält Diepert allerdings dennoch aus Deutschland, während die Telefonleitung durch die belgische Telefongesellschaft Belgacom gelegt wurde. Der Gasthof ist seit dem 1. Januar 2005 geschlossen.

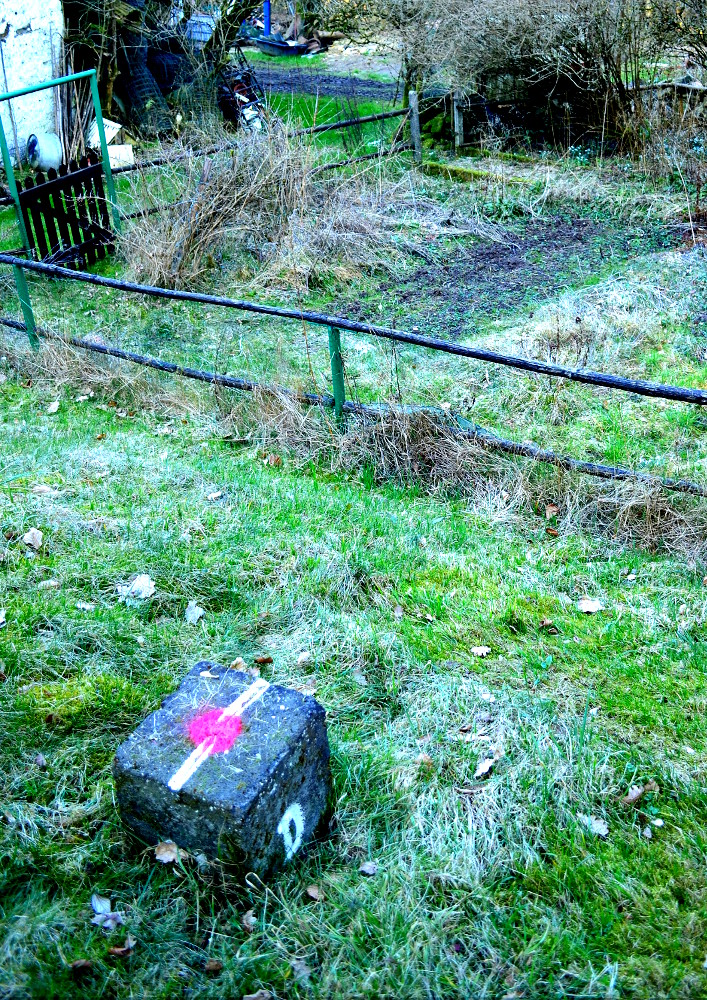
Grenzverlauf durch den Gemüsegarten